# Sennels Kirke
Sennels Kirke ligger i Sennels Sogn i Thy.

## Eksterne kilder og henvisninger
- Byggeår for kirker Arkiveret 14. august 2009 hos  Wayback Machine
- Sennels Kirke hos KortTilKirken.dk
- Sennels Kirke i bogværket Danmarks Kirker (udg. af Nationalmuseet)
- http://www.hillerslev-kåstrup-sennels.dk/page/38/sennels-kirke